# 황금의 탑

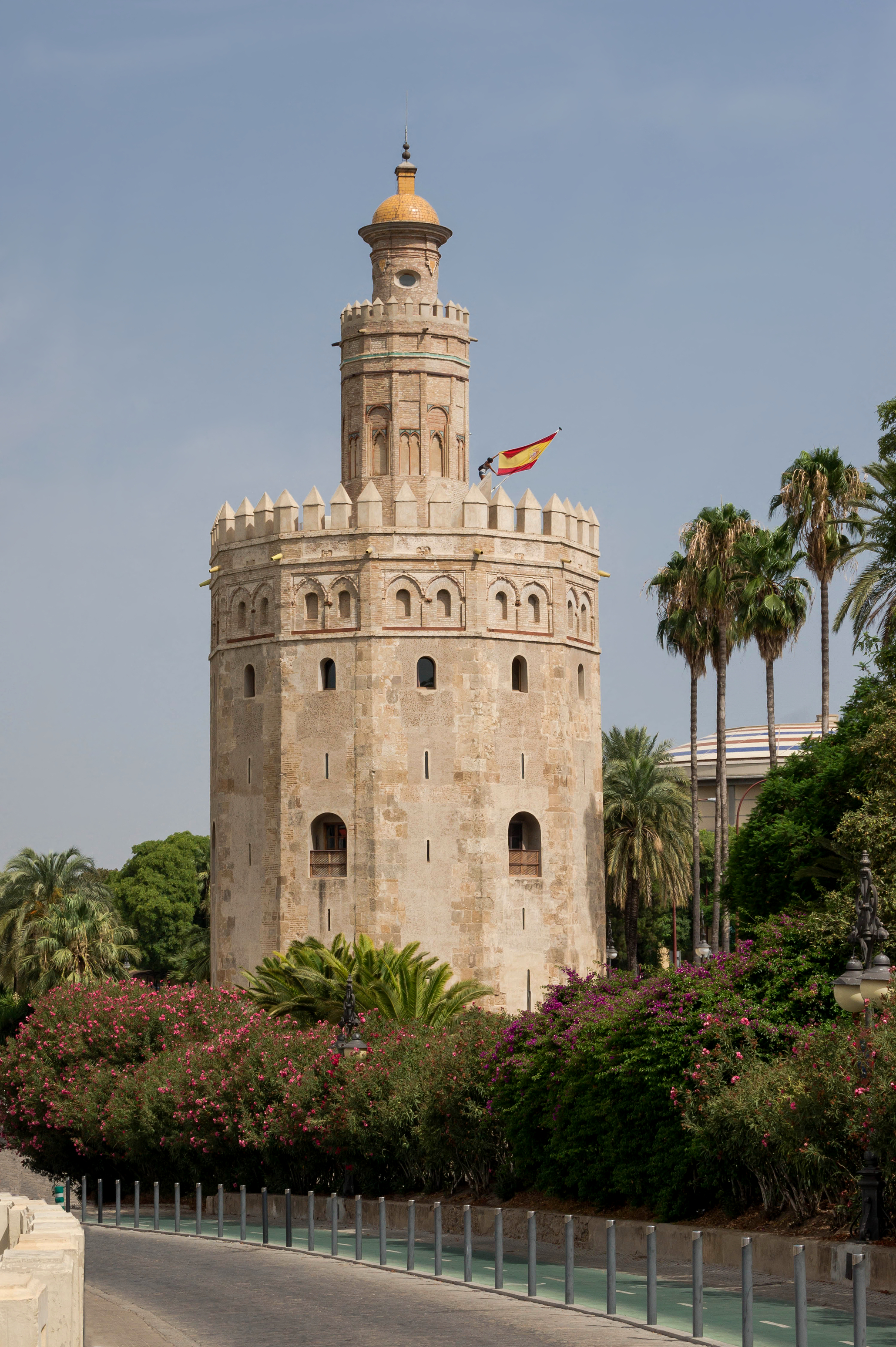
황금의 탑

황금의 탑(스페인어: Torre del Oro 토레 델 오로[*])은 스페인 세비야에 있는 탑이다.